# Harpulina
Harpulina is een geslacht van weekdieren uit de klasse van de Gastropoda (slakken).

## Soorten
- Harpulina arausiaca ([Lightfoot], 1786)
- Harpulina diannae T. Cossignani, Allary & P. G. Stimpson, 2021
- Harpulina lapponica (Linnaeus, 1767)
- Harpulina stimpsonorum T. Cossignani & Allary, 2020

### Synoniemen
- Harpulina harpa (Swainson, 1835) => Lyria anna (Lesson, 1835)
- Harpulina japonica Shikama & Horikoshi, 1963 => Harpulina lapponica (Linnaeus, 1767)